# Talapa caliginosalis
Talapa caliginosalis är en fjärilsart som beskrevs av Mooore 1867. Talapa caliginosalis ingår i släktet Talapa och familjen nattflyn. Inga underarter finns listade i Catalogue of Life.